# Mile voli disko
Mile voli disko drugi je studijski album Lepe Brene i Slatkog greha. Izdan je 18. studenoga 1982. godine preko izdavačke kuće PGP RTB.
Ovo je Brenin drugi od dvanaest albuma sa Slatkim grehom.

## Pozadina
Nakon ogromnog uspjeha prvog albuma, Lepa Brena i Slatki greh snimaju i drugi. Dva mjeseca prije izdavanja pojavljuju se u filmu Tijesna koža, gdje izvode pjesme »Mile voli disko«, »Duge noge« i »Dama iz Londona«. Te pjesme ujedno su i najpopularnije iz albuma.
Album je prodan u nakladi od 780 000 primjeraka. 

## Popis pjesama
Tekstovi i glazba: M. Popović Zahar. 
| Br. | Skladba                             | Trajanje |
| --- | ----------------------------------- | -------- |
| 1.  | »Mile voli disko«                   | 2:55     |
| 2.  | »Duge noge«                         | 3:09     |
| 3.  | »Danas plačem ja, a sutra ćeš ti«   | 2:50     |
| 4.  | »Došlo vreme da se pođe«            | 4:02     |
| 5.  | »Čini gajle«                        | 2:21     |
| 6.  | »Dama iz Londona«                   | 2:55     |
| 7.  | »Ne postoji juče, ne postoji sutra« | 3:30     |
| 8.  | »Ovaj život vara nas«               | 3:02     |
| 9.  | »Još juče za tebe dala bih sve«     | 2:58     |
| 10. | »Ilijo, mori, bekrijo«              | 1:46     |

## Izdanja
| Regija          | Datum       | Format(i)  | Izdavač | Ref.        |
| --------------- | ----------- | ---------- | ------- | ----------- |
| SFR Jugoslavija | 18.11.1982. | LP, kaseta | PGP-RTB | [ 3 ] [ 4 ] |